# Episodi di Becker (seconda stagione)
La seconda stagione della serie televisiva Becker, composta da 24 episodi, è andata in onda sul canale CBS dal 20 settembre 1999 al 22 maggio 2000.
| nº | Titolo originale           | Titolo italiano                 | Prima TV USA      | Prima TV Italia |
| -- | -------------------------- | ------------------------------- | ----------------- | --------------- |
| 1  | Point of Contact           | L’Apparenza inganna             | 20 settembre 1999 |                 |
| 2  | Imm-Oral Fixations         | Fissazioni immorali             | 27 settembre 1999 |                 |
| 3  | Cyrano De-Beckerac         | Cyrano De Beckerac              | 4 ottobre 1999    |                 |
| 4  | Linda Quits                | Linda si licenzia               | 11 ottobre 1999   |                 |
| 5  | My Boyfriend's Back        | Il mio ragazzo è tornato        | 18 ottobre 1999   |                 |
| 6  | Shovel Off to Buffalo      | Atterraggio a Buffalo           | 25 ottobre 1999   |                 |
| 7  | He Said, She Said          | Lui ha detto, lei ha detto      | 1º novembre 1999  |                 |
| 8  | Stumble in the Bronx       | Dottore o paziente              | 8 novembre 1999   |                 |
| 9  | Hate Thy Neighbor          | Odia Il tuo vicino              | 15 novembre 1999  |                 |
| 10 | Pain in the Aspirin        | La storia dell’aspirina         | 22 novembre 1999  |                 |
| 11 | Blind Curve                | Curva cieca                     | 29 novembre 1999  |                 |
| 12 | Santa On Ice               | Natale con la neve              | 13 dicembre 1999  |                 |
| 13 | The Hypocratic Oath        | Il giuramento di ipocrita       | 10 gennaio 2000   |                 |
| 14 | The Rumor                  | La voce                         | 17 gennaio 2000   |                 |
| 15 | All The Rage               | Rabbia incontenibile            | 7 febbraio 2000   |                 |
| 16 | Old Yeller                 | Vecchio brontolone              | 14 febbraio 2000  |                 |
| 17 | The Roast That Ruined Them | E' L'Arrosto Che Li Ha Rovinati | 21 febbraio 2000  |                 |
| 18 | For Whom the Toll Calls    | Per chi suona la bolletta       | 28 febbraio 2000  |                 |
| 19 | The Bearer of Bad Tidings  | Portatore di brutte notizie     | 20 marzo 2000     |                 |
| 20 | One Angry Man              | Un uomo arrabbiato              | 10 aprile 2000    |                 |
| 21 | Sight Unseen               | Appuntamento al buio            | 1º maggio 2000    |                 |
| 22 | Crosstalk                  | Scambio di battute              | 8 maggio 2000     |                 |
| 23 | Cooked                     | Quasi fritto!                   | 15 maggio 2000    |                 |
| 24 | Panic on the 86th          | Panico all’86º piano            | 22 maggio 2000    |                 |

## L’Apparenza inganna
- Titolo originale: Point of Contact
- Diretto da: Andy Ackerman
- Scritto da: Michael Markowitz

### Trama
- Guest star: Kim Darby, Gregory White, Ken Merckx

## Fissazioni immorali
- Titolo originale: Imm-Oral Fixations
- Diretto da: Andy Ackerman
- Scritto da: Ian Gurvitz

### Trama
- Guest star: Marjorie Monaghan, William Hill, Ken Magee, Connie Sawyer

## Cyrano De Beckerac
- Titolo originale: Cyrano De-Beckerac
- Diretto da: Ken Levine
- Scritto da: Marsha Myers

### Trama
- Guest star: Robert Gant, Molly Morgan

## Linda si licenzia
- Titolo originale: Linda Quits
- Diretto da: Ken Levine
- Scritto da: Glenn Gers

### Trama
- Guest star: Avery Schreiber, Helen Eigenberg, Ray Xifo, Damon Standifer

## Il mio ragazzo è tornato
- Titolo originale: My Boyfriend's Back
- Diretto da: Andy Ackerman
- Scritto da: Dana Borkow

### Trama
- Guest star: Larry Poindexter, John Eric Bentley, Randy Pelish

## Atterraggio a Buffalo
- Titolo originale: Shovel Off to Buffalo
- Diretto da: Andy Ackerman
- Scritto da: Ken Levine e David Isaacs

### Trama
- Guest star: Mia Kor, Lillian Adams, Stephen Lee

## Lui ha detto, lei ha detto
- Titolo originale: He Said, She Said
- Diretto da: Joyce Gittlin
- Scritto da: April Kelly

### Trama
- Guest star: Julie Caitlin Brown, Kate Zentall

## Dottore o paziente
- Titolo originale: Stumble in the Bronx
- Diretto da: Andy Ackerman
- Scritto da: Matthew Weiner

### Trama
- Guest star: Frances Fisher e Troy Evans

## Odia Il tuo vicino
- Titolo originale: Hate Thy Neighbor
- Diretto da: Andy Ackerman
- Scritto da: Chuck Ranber e Anne Flett-Giordano

### Trama
- Guest star: Frances Fisher, James Greene, Mitzi McCall

## La storia dell’aspirina
- Titolo originale: Pain in the Aspirin
- Diretto da: Gregg Heschong
- Scritto da: Russ Woody

### Trama
- Guest star: Anthony Russell e Alyssa Bongiorno

## Curva cieca
- Titolo originale: Blind Curve
- Diretto da: Andy Ackerman
- Scritto da: Matthew Weiner

### Trama
- Guest star: Cress Williams e Paul Connor

## Natale con la neve
- Titolo originale: Santa On Ice
- Diretto da: Andy Ackerman
- Scritto da: Marsha Myers

### Trama
- Guest star: Michael J. Pollard

## Il giuramento di ipocrita
- Titolo originale: The Hypocratic Oath
- Diretto da: Andy Ackerman
- Scritto da: Ian Gurvitz

### Trama
- Guest star: Kathleen Freeman, Annie Wood, Adrian Wenner

## La voce
- Titolo originale: The Rumor
- Diretto da: Andy Ackerman
- Scritto da: Earl Pomerantz

### Trama
- Guest star: Vasili Bogazianos, Steven M. Porter

## Rabbia incontenibile
- Titolo originale: All The Rage
- Diretto da: Lee Shallat Chemel
- Scritto da: Michael Markowitz

### Trama
- Guest star: John Astin, Raymond O'Connor

## Vecchio brontolone
- Titolo originale: Old Yeller
- Diretto da: Darryl Bates
- Scritto da: Mark Egan

### Trama
- Guest star: Elya Baskin, Miriam Shor, Kara Zediker, Ryan Cutrona

## È l’arrosto che li ha rovinati
- Titolo originale: The Roast That Ruined Them
- Diretto da: Andy Ackerman
- Scritto da: Dana Klein

### Trama
- Guest star: Frances Fisher, Keith Szarabajka, Adrian Wenner, Dave Power, Reece Morgan

## Per chi suona la bolletta
- Titolo originale: For Whom the Toll Calls
- Diretto da: Andy Ackerman
- Scritto da: Matthew Weiner

### Trama
- Guest star: JoAnn Willette, Bruce Gray

## Portatore di brutte notizie
- Titolo originale: The Bearer of Bad Tidings
- Diretto da: Andy Ackerman
- Scritto da: Marsha Myers

### Trama
- Guest star: Darlene Hunt

## Un uomo arrabbiato
- Titolo originale: One Angry Man
- Diretto da: Andy Ackerman
- Scritto da: Dan Wilcox

### Trama
- Guest star: Dayton Callie, Esther Scott, Gregg Berger

## Appuntamento al buio
- Titolo originale: Sight Unseen
- Diretto da: Darryl Bates
- Scritto da: Michael Markowitz

### Trama
- Guest star: Fran Bennett, Heidi Mokrycki, David Graf, Wade Williams

## Scambio di battute
- Titolo originale: Crosstalk
- Diretto da: Andy Ackerman
- Scritto da: Ian Gurvitz

### Trama
- Guest star: John Mahoney, Kenneth Ryan, Tim Lounibos

## Quasi fritto!
- Titolo originale: Cooked
- Diretto da: Ken Levine
- Scritto da: Russ Woody

### Trama
- Guest star: Frances Fisher, Barbara Sharma, Kris Iyer

## Panico all’86º piano
- Titolo originale: Panic on the 86th
- Diretto da: Andy Ackerman
- Scritto da: Ken Levine e David Isaacs

### Trama
- Guest star: Sara Mornell e Bryan Clark